# Amaurobius corruptus
Amaurobius corruptus là một loài nhện trong họ Amaurobiidae.
Loài này thuộc chi Amaurobius. Amaurobius corruptus được miêu tả năm 1972 bởi Leech.